# Ochrosia brevituba
Ochrosia brevituba är en oleanderväxtart som beskrevs av Pierre Boiteau. Ochrosia brevituba ingår i släktet Ochrosia och familjen oleanderväxter. Inga underarter finns listade i Catalogue of Life.